# Parc de Katri Vala
Le Parc de Katri Vala (en finnois : Katri Valan puisto), est un parc de la section Vilhonvuori du quartier de Sörnäinen  à Helsinki en Finlande,.

## Présentation
Le parc Marjatanmäki est renommé parc Katri Vala en 1953. 
Entre 1931 et 1933, Katri Vala vivait avec son mari, Armas Heikel, dans la rue Vilhovuorenkuja, à proximité du parc,.